# حصار (کنگاور)
حصار (کنگاور)، روستایی از توابع بخش مرکزی شهرستان کنگاور در استان کرمانشاه ایران است.شغل ساکنان این روستا عمدتا کشاورزی دیم و دامپروری سنتی میباشد.

## جمعیت
این روستا در دهستان فش قرار دارد و براساس سرشماری مرکز آمار ایران در سال ۱۳۸۵، جمعیت آن ۴۸۰ نفر (۱۰۸خانوار) بوده‌است.